# Goldman-földigalamb
A Goldman-földigalamb (Zentrygon goldmani) a madarak osztályának galambalakúak (Columbiformes) rendjéhez és a galambfélék (Columbidae) családjához tartozó  faj.

## Rendszerezése
A fajt Edward William Nelson amerikai ornitológus írta le 1912-ban, a Geotrygon nembe Geotrygon goldmani néven.

## Alfajai
- Zentrygon goldmani goldmani (Nelson, 1912)
- Zentrygon goldmani oreas (Wetmore, 1950)[2]

## Előfordulása
Panama és Kolumbia területén honos. Természetes élőhelyei a szubtrópusi vagy trópusi síkvidéki és hegyi esőerdők. Állandó nem vonuló faj.

## Megjelenése
Testhossza 26-29 centiméter.

## Természetvédelmi helyzete
Az elterjedési területe kicsi, egyedszáma viszont stabil. A Természetvédelmi Világszövetség Vörös listáján mérsékelten fenyegetett fajként szerepel.